# Stevie Wonder
Stevie Wonder (* jako Stevland Hardaway Judkins 13. května 1950, Saginaw, Michigan, jméno si později změnil na Stevland Hardaway Morris) je americký zpěvák, skladatel a producent.

## Život
Talentovaný, ale od narození nevidomý Stevie podepsal svou první smlouvu jako dvanáctiletý se společností Motown Records.
Prosadil se zde svým dětským sopránkem a výtečnou hrou na foukací harmoniku. Když dospěl, jeho hlas se posunul mezi vysoký tenor až baryton. Při dosažení plnoletosti uzavřel novou smlouvu, která mu umožnila tvořit zcela samostatně.
Spolupracoval s muzikanty jako Jimi Hendrix, Bruce Springsteen, Elton John, Paul McCartney, The Rolling Stones, Bob Marley a mnoha dalšími.

## Nejznámější hity
Za pět dekád nahrál víc než 35 alb s celkovým počtem udaných nosičů přes 100 mil. ks, měl 30 hitů v Top Ten a získal 22 cen Grammy. V letech 1974–1975 získal 9 cen americké akademie.

## Nejznámější písně, výběr
- Sir Duke
- Uptight (Everything’s Alright)
- For Once in My Life
- My Cherie Amour
- Signed, Sealed, Delivered I’m Yours
- Superstition
- You Are the Sunshine of My Life
- Master Blaster (Jammin)
- Happy Birthday
- Ebony and Ivory
- I Just Called to Say I Love You
- Faith (feat. Ariana Grande) (z filmu "Zpívej")
- "Redfoo - where the sun goes ft. Stevie Wonder"